# حس فرهنگی
حس فرهنگی (انگلیسی: Cultural sensibility) به این اشاره دارد که چگونه حساسیت به درک (باز بودن به تأثیرات عاطفی، درک و حساسیت) با معیارها یا ایده‌های اخلاقی، عاطفی یا زیبایی‌شناختی فرد ارتباط دارد. این اصطلاح را نباید با اصطلاح رایج «حساسیت فرهنگی» اشتباه گرفت.